# Congo nos Jogos Olímpicos de Verão de 1984
A República do Congo competiu nos Jogos Olímpicos de Verão de 1984 em Los Angeles, Estados Unidos.

## Resultados por Evento

### Atletismo
400 m masculino
- Jean Didace Bemou
  - Eliminatórias — 46.26 (→ não avançou)